# Campionato svizzero di calcio a 5 2007-2008
Il Campionato svizzero di calcio a 5 2007-2008 è stato il quarto Campionato svizzero di calcio a 5, disputato durante la stagione 2007/2008. La prima fase si è composta di due gironi per un totale di 13 squadre, che hanno designato le otto partecipanti ai playoff incrociati giocati a Büren, Bulle e Wankdorf. La vittoria finale è stata ad appannaggio del FC Seefeld Zürich al primo titolo nazionale.

## Girone Est
| Pos | Squadra              | Pti | G | V | N | P | GF | GS |
| --- | -------------------- | --- | - | - | - | - | -- | -- |
| 1   | FC Seefeld Zürich    | 16  | 6 | 5 | 1 | 0 | 59 | 28 |
| 2   | Union 7 FC Zürich    | 13  | 6 | 4 | 1 | 1 | 49 | 45 |
| 3   | SL Benfica Rorschach | 9   | 6 | 3 | 0 | 3 | 35 | 34 |
| 4   | Futsal Team Dinamo   | 9   | 6 | 3 | 0 | 3 | 39 | 40 |
| 5   | Schaffhausen         | 7   | 6 | 2 | 1 | 3 | 55 | 37 |
| 6   | SPVGG Züri 86        | 5   | 6 | 1 | 2 | 3 | 34 | 38 |
| 7   | Italia5 Winterthur   | 1   | 6 | 0 | 1 | 5 | 41 | 90 |

|  | Play-Off |

## Girone Ovest
| Pos | Squadra                | Pti | G | V | N | P | GF | GS |
| --- | ---------------------- | --- | - | - | - | - | -- | -- |
| 1   | Uni Futsal Team Bulle  | 12  | 5 | 4 | 0 | 1 | 40 | 17 |
| 2   | Cosmos Genève          | 10  | 5 | 3 | 1 | 1 | 22 | 19 |
| 3   | NK Tomislavgrad Bern   | 8   | 5 | 2 | 2 | 1 | 31 | 26 |
| 4   | Mobulu Futsal UNI Bern | 6   | 5 | 1 | 3 | 1 | 20 | 24 |
| 5   | FC Peseux Comète       | 2   | 5 | 0 | 2 | 3 | 25 | 35 |
| 6   | Lausanne Futsal Club   | 2   | 5 | 0 | 2 | 3 | 19 | 36 |

|  | Play-Off |

## Playoff

### Quarti
| 3 febbraio 2008 | Futsal Team Dinam | 2 – 9 | Uni Futsal Team Bulle |  |

| 3 febbraio 2008 | FC Seefeld Zürich | 5 – 4 | Mobulu Futsal UNI Bern |  |

| 3 febbraio 2008 | NK Tomislavgrad Bern | 6 – 4 | Union 7 Futsal Club Zürich |  |

| 3 febbraio 2008 | SL Benfica Rohrschach | 7 – 8 | Futsal Club Cosmos Genève |  |

### Semifinali
| 10 febbraio 2008 | Futsal Club Cosmos Genève | 4 – 13 | FC Seefeld Zürich |  |

| 10 febbraio 2008 | NK Tomislavgrad Bern | 7 – 5 | Uni Futsal Team Bulle |  |

### Finale
| 17 febbraio 2008 | FC Seefeld Zürich | 10 – 3 | NK Tomislavgrad Bern |  |